# Grzbiet Juan de Fuca

Grzbiet Juan de Fuca, uskok transformacyjny Blanco i Grzbiet Gorda

Grzbiet Juan de Fuca (ang. Juan de Fuca Ridge) – fragment systemu śródoceanicznych grzbietów położony w północno-wschodniej części Oceanu Spokojnego.
Na południu dochodzi do uskoku transformacyjnego Blanco, a na północy do uskoku transformacyjnego Nootka. Uskok Blanco spowodował rozsunięcie grzbietów Gorda i Juan de Fuca na odległość 350 km.
Oddziela on leżącą na zachodzie płytę pacyficzną od leżącej na wschodzie płyty Juan de Fuca.